# V. Volodarski
V. Volodarski (en russe : В. Володарский), né Moisei Markovitch Goldstein (Моисей Маркович Гольдштейн) le 11 décembre 1891 à Ostropol et mort le 20 juin 1918 à Moscou, est un révolutionnaire marxiste russe. Le « V. » dans « V. Volodarski » n'a pas de signification précise : comme beaucoup d'autres révolutionnaires, par exemple Lénine (Vladimir Oulianov) ou Staline (Joseph Djougachvili), Goldstein prit et était connu sous un autre nom, dans son cas « Volodarski », sans aucun prénom.

## Biographie
Volodarski est né à Ostropol, en Ukraine occidentale, qui faisait alors partie de l'Empire russe. En 1905, il s'est impliqué dans les activités révolutionnaires dans le Bund juif, puis a rapidement rejoint la faction menchevique du Parti ouvrier social-démocrate de Russie (POSDR). Exilé par le gouvernement à Arkhangelsk en 1911, il a été libéré en vertu de l'amnistie générale de 1913 et a émigré aux États-Unis. En 1916-1917, il a contribué à la revue mensuelle Novy Mir (« Nouveau Monde »), basée à New York et éditée par Nikolaï Boukharine.
En mai 1917, Volodarski est retourné en Russie et a été élu à la Douma. Il a rejoint les bolcheviks au VIe Congrès du parti, en juillet et août 1917, et est vite devenu l'un des porte-parole bolcheviques les plus connus du public.
À la mi-octobre 1917, alors que les bolcheviks débattaient sur l'opportunité de renverser le gouvernement provisoire russe, Volodarski prit le parti de Grigori Zinoviev et de Lev Kamenev, qui étaient contre l'insurrection. Lors du deuxième Congrès des soviets, au cours de la révolution d'Octobre 1917, Volodarski a été élu au Soviet suprême. Il a été nommé rédacteur en chef de la Gazette rouge de Petrograd et chef de la division de la presse du comité exécutif de l'Union des Communes du Nord. Cela lui a donné un large pouvoir de censure.
Volodarski a été assassiné le 20 juin 1918 par Grigory Semyonov, socialiste révolutionnaire de droite.

## Source
- (en) Cet article est partiellement ou en totalité issu de l’article de Wikipédia en anglais intitulé « V. Volodarsky » (voir la liste des auteurs).